# らんぽう
『らんぽう』は、内崎まさとしによる日本のギャグ漫画作品。またそれを原作としたテレビアニメ、および作中の主人公の名前。『週刊少年チャンピオン』（秋田書店）にて、1978年26号から1987年22号にかけて連載された。単行本は全37巻(未収録あり)。
『週刊少年チャンピオン』2009年29号に、創刊40周年記念企画として新作読み切りが掲載された。

## ストーリー
らんぽう、カラ太郎、むつみ、角丸先生、チュー太郎などのレギュラーが、ハルク、ワッペン、みゆき、ゴルゴ（猫）、ヒマ犬、補佐望医師などの準レギュラーまたは一話きりのゲストと絡んだ珍騒動を繰り広げる。
一話完結の物語群であり、一貫したストーリーはない。

## 登場人物
らんぽう
声 - 坂本千夏
主人公たる奇っ怪少年。中学2年生。身長110cm / 体重35Kg（コミックス8巻より）。くせっ毛の金髪で、空手着か忍者服のような赤い装束 をまとい、空を飛ぶ、火を吹く、怪力、走れば下手な乗り物よりよっぽど速く、頭の中身は空っぽだが鉄より硬いと称する石頭で得意技はドラゴン・ロケット。大食漢な上に悪食と人間離れした能力を持つ。「ヘコヘコ歩き」と称するうつ伏せの状態でシャクトリムシのような動きの移動法を用いることもある。体内には「らんぽう菌」と呼ばれる細菌が常在しており、これに感染するとらんぽう同様に支離滅裂な行動をとるようになる。穴を掘らせれば日本一とも言われ、掘れば必ず温泉（温泉以外にも原油や人骨など様々な物）を掘り当てる強運の持ち主。本人にも理由は不明だが十字架が苦手。だが、クリスマスに出会ったサンタクロースとは仲良くなるなど、謎が多い。時折だが、冗談交じりで角丸先生と岩崎先生を父・母と呼び、田舎から訪ねて来た角丸の父からは孫認定されている。
自身の大食らいは自覚しており、時折アルバイトや金儲けを画策するが大騒ぎに発展したり失敗して借金が増えたりもする。だが、新聞屋でのバイトは配達のみならず、集金も任されるなど比較的続いている。
元々はやや優秀であってもごく普通の少年（この時は黒髪。アニメは茶髪で、声は島田敏）だったが、富士山の形をしたUFOを目撃し好奇心を出して近づいたところUFO内にさらわれてしまい、現在のらんぽうの姿になって（アニメではチュー太郎と一緒に）UFOから吐き出されてきた。むつみが「宇宙人かもしれない」との疑念を抱くが、第1話以降そのことに関する話題は出てこない。
チュー太郎
声 - 田中真弓
天才ネズミでありらんぽうの友人兼相棒兼軍師。IQ1200（アニメでは1300）とされる能力はすさまじく、ジェット機、タイムマシン、若返りの薬、生物縮小薬、らんぽうの身代わりロボットなどのさまざまな発明を行う。人語は喋ることが出来ず筆談にて人間と意思の疎通を行っていた。普段はらんぽうと遊ぶ以外はブレーキ役だが、自分の発明品の実験に周囲を巻き込むこともある。発明品含めた技術力は現代科学を凌駕しているが、出力に比して強度が不足しているのか（らんぽうが部品から勝手に組み立てた物も多いためか）爆発・暴発することが多い。ネズミの世界ではかなりの有力者。
アニメでは普通に喋っているほか、らんぽうと一緒にUFOから打ち上げられており、アニメ最終話ではらんぽうたちの様子を宇宙に向けて放送していた。
角丸 ひろし（かくまる ひろし）
声 - 田中秀幸
らんぽうたちの担任教師兼らんぽうの保護者。担当は現国。八段位を持つ空手家で空手部の顧問。アパートの自分の部屋におしかけてきてしまったらんぽうを帰そうとらんぽうの住まいを住所録で探すが、その連絡先は角丸の部屋ということになっており、そのままらんぽうに住み付かれる。らんぽうが引き起こすトラブルに巻き込まれたり責任を取らされたりする苦労人だが、とてつもないタフネスを誇る人物。本気になればらんぽうや熊・ゴリラなどの野生動物にも負けない戦闘力を発揮する。
食事の際にはらんぽうとの熾烈な奪い合いとなるが、それでも毎食ちゃんと準備したり、誕生日にはプレゼントを用意したりと家族同然の付き合い。岩崎先生との結婚を夢見て資金を貯めていたが、らんぽうに食いつぶされてしまい、貧乏暮らし。この時代では珍しいマイカー持ちだが、スクラップ寸前の代物をタダ同然で手に入れ、チュー太郎が改造した物。クーラーやステレオも装備しているほか、飛行機能などもある。
実家はとんでもないド田舎。父から曾祖父まで夫婦そろって健在という長寿一家で、らんぽうの引き起こす騒動に耐えうるタフネス振りの由来。アニメでは撮影会社に勤める従兄弟が登場している。
作者の描くキャラの基本の様で、コミックス16巻収録の短編「ゴミだらけ四畳半」では主役を務める。2009年の読切では他のキャラは随分絵柄が変化しているのに、彼だけはさして変化がない。
むつみ
声 - 及川ひとみ
らんぽうのクラスメート兼ガールフレンド。元々のらんぽうとともにUFOを目撃し、らんぽうがさらわれて変貌するまでの一部始終を目撃する。「宇宙人かもしれない」とのことで現在のらんぽうに興味を持ち行動をともにすることが多い。アニメ版独自の設定として苗字は「かわい（漢字は不明）」であり、家族は父母の他に、キョウシロー（声 - 塩沢兼人）という刑事の兄がいる。
らんぽうたちが通う「泉ヶ丘中学校」の制服は男子は学ラン、女子は連載初期にはセーラー服とブレザーが混在していたが10巻収録の「勉学の鬼!の巻」以降はセーラー服に統一された。
カラ太郎
声 - 亀山助清
本名は木枯しカラ太郎（こがらし からたろう）。全国に一万人の子分をもつ。らんぽうたちが通う中学の番長。サングラスとカラスのくちばしのようにとがった口元が特徴。サングラスをかけたカラスを飼っている。停学・留年・少年院への入退院を繰り返していた上に12巻収録「カラ太郎の朝は!?の巻」によると1日サボると年単位になるサボり癖がある ため、実年齢は23歳である。番長のはずだが、らんぽうにはかなわなかった。以後らんぽうが天敵兼悪友となる。郊外の森（国有地）に無断でツリーハウス（という名の掘立小屋）を作って暮らしているが、実家は宝さがしを生業とする資産家。好物は天丼。
宇宙SF物の番外編では腕利きと評判の賞金稼ぎであり、本人も賞金首。
岩崎 ひろみ（いわさき ひろみ）
声 - 梨羽由記子
らんぽうたちの中学の教師で、岩崎姉妹の長女。担当は生物。良家の令嬢で角丸と交際している。未発見の生物などに関わると研究意欲が発生することもある。連載が進むにつれ、らんぽうにスカートをまくられる、角丸にエロ妄想されるなどのお色気担当キャラになっていった。
早乙女（さおとめ）
声 - 玄田哲章
初期から登場するタラコくちびるの体育教師。柔道部の顧問。子持ちらしいが、設定が安定していない。
湯川（ゆかわ）
声 - 塩沢兼人
化学教師。虚弱な人だが自身を不死身にする薬を開発するなど発明狂。
徳川右左ェ門（とくがわ うざえもん）
剣道部顧問。時代がかった服装と言動だが、女には手が早い。元ヘビースモーカーで行きつけのタバコ屋の娘との間に隠し子の狂四郎がいる。
かおり
声 - 花咲きよみ
角丸先生と同じ青葉荘に住んでいる。らんぽうや角丸先生と仲がいい。アニメでは第3話から登場。なお、原作でちょっと出た岩崎先生の妹の名前も「かおり」という。
丘 ひろみ（おか ひろみ）
声 - 室井深雪
らんぽうのクラスメイトでむつみの友人。非常に気が強くスポーツも得意。らんぽうのイタズラにも頻繁に鉄拳制裁を加える。
アニメ版ではあけみという名前である。
しじみ
声 - 佐々木るん
らんぽうの中学に君臨するスケバン。作中最強キャラの一人。男嫌いだが、理由は実家である銭湯の手伝いで男性客に散々からかわれたから。変態芸能人やレズビアンに好かれるなど交際運は低い。
五里山 虎子（ごりやま とらこ）
声 - 青木和代
らんぽうの中学の生徒。学内でも有名なブス。らんぽうにラブレターを出したこともあったが、自己完結して去っていった。以後インパクトのあるブスキャラとして登場する。実家は農家で、同様に農家の息子の彼氏 ができている。
みゆき
声 - 小粥よう子
らんぽうに一方的に想いを寄せる小学生の女の子。その想いは過激なもので、らんぽうからは疎んじられている。実家は魚屋。
正彦（まさひこ）
声 - 田中真弓
みゆきの弟で鼻水を垂らした間抜け面の子供。らんぽうと敵対する（時には一緒に遊んでいる）小学生集団「チャイルド7」の1人。故にいつも姉からは過激な制裁を受けている。
ラン青柳
声 - 津島瑞穂
ゴルゴ（ネコ）、ヒマ犬、他多数
声 - 竜田直樹（ゴルゴ）、塩屋翼（ヒマ犬）
らんぽうを兄貴と慕う動物たち。上記二名や近所のイヌネコから始まってクマ・サル・ワニといった野生動物 や子供等を集め、野球チーム「アニマル軍団（または「動物連合軍）」や、サッカーチーム「らんぽう少年団」、SF番外編では『宇宙海賊』を結成している。
泉ヶ丘中学校の野球部は全国優勝しているそうだが、らんぽうたちには一回も勝ったことがなく、「人類の恥」扱いされている。
補佐望（ほさもち）
声 - 増岡弘
名前のごとく持病の発作が起こると暴れまくる癖を持った医師。初登場時は腹を下したらんぽうを診た名もない医師だったが、それ以降頻繁に登場すようになり、作中ではチュー太郎と並ぶ天才。「高名な医師」という肩書で登場したり、度々「世界征服」を企んだりしている。かなりの女好きで美女の助手2人や看護師を侍らせているが、本人はMの気がある。コミックス20巻で自らの肉体をサイボーグ化するが、連載終盤では脳まで機械に侵されつつあって人間を辞める日は近いとされた。
経営する病院は「死人でも生き返る」と評判だが、手遅れな患者はみんなサイボーグにしてしまう。手遅れな患者は難病や大けがを除くと老人が多く、サイボーグの力を制御できない。そのため、入院患者は増え続けている。
魔人マタタビラー（まじん またたびらー）
ネコを操り世界征服を企む怪人。その正体は猫神に力を与えられた半猫人間（後に魔界の生まれとも名乗る）。彼と猫神は人間と猫は相いれないと考えていて猫による人間支配を企てている。
松本精腸（まつもと せいちょう）
青葉荘に越してきた小説家。作家としての力量はハッキリいって三流で、引越してきたのも原稿料を上げてもらえないため。大のプロレス好きでスパーリングして思いついたネタは面白いと評判となる。のちに作家ネコとのカミンの代理としてベストセラー作家となる。カミンが天寿を全うしてからは守護霊となったカミンと共に作家を続けている。
ハルク
声 - 沢木郁也
本名は春来砲丸（はるく ほうがん）。らんぽうのクラスメイトの1人。最初は図体のデカいモブキャラの1人だったが、徐々に出番が増えた結果メインキャラとなる。登場するたびに体より頭がデカくなり、最終的には「180kgある体重の80%が頭部に集中している」「バットスイングでタイムスリップを起こす」というネタキャラになった。
家族はそっくりな両親と赤ん坊（弟か妹かは不明）が登場していた。後期に登場した兄・源一郎は頭がデカいということもない腕利きの刑事だが「ダーティ・ハルク」の異名を持ち、何かと力押しで事を進める派手な行動は血筋。
ワッペン
声 - 二又一成
本名不明。学校の名物人間の1人で「どこにでもくっつくワッペン小僧」と呼ばれていた。らんぽうのクラスメイトの1人。最初は16巻「雪上の怪!?の巻」の21コマ目から登場した奇妙なモブキャラの1人だったが、出番が増えた結果メインキャラの1人となる。
家族はそっくりな両親のみ登場しており、一人っ子。
青葉 ハナ（あおば はな）
声 - 青木和代
らんぽうたちの暮らすアパート「青葉荘」の大家で150歳と連載時（1980年代）から逆算すると天保のはじめ（1830年）頃の生まれ。霊能者でもあり「青葉宗」と言う相談所も営んでいる。過去4回結婚しており、132歳になるまでに総勢56人の子どもを産んだスーパーばあさん。夫とは全て死別、一番下の子は18歳で本人曰く、相手さえいればまだ産めるとの事。足腰も矍鑠としており腕っぷしも強く、らんぽうや角丸も怒らせると敵わないため、酒を飲ませるなど機嫌を取るしか対処法がない。現在年下（76歳）の彼氏がいる。
伊集院 まりも（いじゅういん まりも）
女子校ながらレズビアン生徒とホモセクシャルの職員という同性愛者の巣窟「桃百合学園」の支配者と呼ばれる少女で、美しくない者（特に男性）は受け付けない。初恋は「実の兄・秀一郎」だったという屈折した恋愛観をもつ。
女子サッカー部のキャプテンをしており、運動神経や体力でも男に負けないうえ、ユリの毒をまき散らす「乱れユリ繚乱の術」を使う。
囲屋嵐（いやらし）
新聞部部長。なにかと理論武装しつつセンセーショナルな写真（人が見たい物かつ、他人に見られたくない物）を撮ることに熱中している。
ヘアスタイルはオールバック（アニメでは天然パーマ）。
俵 俊彦（たわら としひこ）
通称トシちゃん。人気アイドルだが、強い女性が好みでしじみに惚れている。能天気な笑い顔がトレードマークだが、登場する度にアホさ加減が増していき、変態キャラで落ち着いた。
姫川 真一（ひめかわ しんいち）
将来的な世界征服を企む中学生。34巻の登場回に散髪通り魔に頭を刈られてスキンヘッドがトレードマークとなる。サッカー部に所属し、その才能は自他共に認められている。
レズビアンの少女・まりもに惚れた事を切っ掛けに補佐望博士謹製の薬で性転換を敢行。結果として自分の意志とは関係なく性転換してしまう副作用を克服し、自己意思による性転換を可能とする変態キャラとなる。まりものユリの術に対して「バラ刑の術」を使い相殺するが苦戦している。スキンヘッドを除けばかなりの美男子。同様に世界征服を企む弟・まことがいる。
安藤とおる（あんどう とおる）、三宅（みやけ）
中期頃の番外編から逆スピンで登場。作者の内輪ネタに登場していることからアシスタントがモデル。
とおるちゃんはサッカー部員。姫川が好きで補佐望博士謹製の薬を使い性転換するが、男の時は男が、女になると女が好きになるという変態。家族（父・母・弟2人）からは家の恥として命を狙われている。
三宅さんは直本賞作家。ヨガの修行の結果胃袋の中でネコを飼う技を身に着けている。女性で子持ちだがロリコン。
番外編では宇宙ロリコン同盟総帥・ミヤケルダーと腹心であるレプリカント・アンドルゲ。
青木（あおき）、井上（いのうえ）
作者の担当編集者。作者ネタに登場して仕事をしない作者から原稿を催促・取り立てているが、仕事をしない作者とは激しい攻防戦を繰り広げている。
山本 和五郎（やまもと かずごろう）、山本 ナナ子（やまもと ななこ）
福の神をやっているおっさんと、その娘。元々は現世をさまよう悪霊だったが、らんぽうが唱えていた念仏 を聞いて成仏し、福の神になった。恩人であるらんぽうを助けようと貧乏神を倒したことで貧乏神キラーとして名を馳せるが実態は親父な中年。
娘のナナ子は福の神としての父は尊敬しているが、普段の堕落っぷりには容赦なくツッコミを入れる。父が敗北した際には、代わって四郎と戦おうとするが、デリケートで真摯な四郎と恋に落ちる。
ゲルピン四郎時貞（げるぴん しろうときさだ）
特A級貧乏神で和五郎のライバルだったが、エリートであるが故のメンタルの弱さがあり、勝負に勝つと遣り甲斐を見失い荒れた生活を送る。ナナ子と恋に落ち、貧乏神を辞める。以来、和五郎を「義父上」と呼び、本人は真面目に福の神を目指しているが、貧乏神としての才能がありすぎて苦戦している。
花園ドンベエ（はなぞの どんべえ）
ヤクザ。23巻「恐怖のアルバイト!!の巻」で単発登場してから、かなり間をおいて37巻「大切なモノ!!の巻」で再登場している。非常にインパクトのあるキャラクターで「人斬りドンベエ」の異名を持ち、警察や敵対組織に押し入らても返り討ちにして暮らしている。サラ金に借金して所持金300円だったり、100万円のダイヤを持っていたりと、懐具合の浮き沈みが激しい。
ホッパ
アニメ最終話に登場した宇宙人。ヒゲとモノクルが特徴の宇宙パトロール隊司令官。らんぽうを改造したUFOの持ち主でもある。その目的はミュータントといえる存在を地球人が受け入れることができるか、さらに将来的な外宇宙知的生命体との接触が可能かどうかを確かめるテストケースだった。

## 単行本
少年チャンピオンコミックスから全37巻で発売。連載終了後はオンデマンド出版で販売されている。24-26巻には別作品「オレンジ・ファミリー」も収録。
サブタイトル
- 第一巻

1. らんぽう登場!の巻
2. 屈辱のムーンサルトの巻
3. 夕陽の対決!の巻
4. テキメン!加速剤の巻
5. 脳ミソ盗難!?の巻
6. 人の恋路をじゃまするやつは!?の巻
7. 角丸先生の○○○○は!?の巻
8. チュー太郎の変身薬!?の巻
9. 恋のサヤ当て!?の巻
10. ラジカセがほしいーの巻
11. 嘆きの海水浴!?の巻
12. 酷暑の夜の訪問者!の巻
13. 恐怖のアパート!の巻

- 第二巻

1. 病院はもうコリゴリ!の巻
2. 恐怖と混乱の一夜!?の巻
3. 女湯のほうがいい!の巻
4. 二人らんぽう大暴れ!!の巻
5. 涙の新人賞!?の巻
6. 仁義ある戦い!!の巻
7. 肉弾サッカー大会の巻
8. お地蔵様のタタリなのじゃー!の巻
9. 招かれざる客!?の巻
10. 空手大戦争!!の巻
11. さらば!補佐望先生の巻
12. 勉強いやじゃ!!の巻
13. 最後の脱出!!の巻

- 第三巻

### 未収録タイトル
スケバンのホンネ（'87.15号）
Panic-de aids!! エイズ・パニック!!（同年.16号）
コンピューター・マインド（同年.17号）
コンピュータの支配者!!（同年.18号）
友情の募金だ!!（同年.19号）
春の日の災難!?（同年.20号）
貧乏神の願い!!（同年.21号）
春にして君を離れ…!!（同年.22号、最終回）

## テレビアニメ版
1984年4月5日から同年9月27日まで、フジテレビ系列にて放送された。放送枠は、毎週木曜日19:00 - 19:30。全21回。
当初はテレビ東京系列で前年の1983年より放送開始予定で、土田プロダクションにて制作がスタートしていた。しかし、テレビ東京側の編成方針変更により、急遽同じ土田プロダクション制作による『キャプテン翼』を放送することになったため一旦制作が中止された。その後、フジテレビ系列に放送局を変えて、アニメ化企画が復活することとなった。
なお、フジテレビ系列においては放送された当枠はローカルセールス枠扱いであったため、系列局によっては遅れネットで放送した局や、放送しなかった局もある。視聴率が振るわず、結局第20回で打ち切られ、第21回は一部の地域のみで放送された。後番組は『北斗の拳』。
広島県域では本放送時、地元系列局のテレビ新広島が一度雑誌などでネット局として発表されながら、諸事情によりネットしなかった。その後、1998年にテレビ朝日系列の広島ホームテレビが新番組扱いで放送している。中京広域圏でも同様に、本放送当時は系列局の東海テレビが放送せず、その後、フィルムネットで放送した。
その後、CSのキッズステーションにて全国放送扱いで再放送された。
サブタイトルで「RAMPOO NET WARK No.1」が放送された回は4話の前半、8話、11話、14話の後半。「WORK」のはずが「WARK」になっており、DVDのチャプター画面ではどれも「RAMPOO NET WARK」になっている。

### スタッフ
- 企画：前田和也
- 原作：内崎まさとし
- キャラクター設定：金沢比呂司
- チーフディレクター：馬場健
- プロデューサー：片岡義朗、茂垣弘道
- 美術監督：海老沢登代、河野次郎
- タイトル：神谷妙子
- 編集：岡安肇、村井秀明、小島俊彦
- 撮影監督：高橋明彦
- オープニング・エンディングアニメーション：渡辺浩
- オーディオディレクター：浅梨なおこ
- 効果：依田安文
- 調整：松沢清
- 音楽：チト河内
- 現像：東京現像所
- 制作担当：別府幸司
- 演出助手：高林久弥
- 制作事務：小沢真弓→高瀬敬子
- 文芸進行：榎本歩光
- 制作協力：土田プロダクション
- 制作：NAS、フジテレビ

### 主題歌
オープニングテーマ - 『ワープボーイ』
作詞 - 三浦晃嗣 / 作曲・編曲 - ケーシー・ランキン / 歌 - 坂本千夏 / レーベル - ビクター音楽産業
エンディングテーマ - 『気まぐれムーンライト』
作詞 - 恩田久義 / 編曲 - 幾見雅博 / 作曲・歌 - 東郷昌和 / レーベル - ビクター音楽産業
なお主題歌の作詞・作曲のオファーが、当時ザ・コーツを結成していた甲本ヒロトの元に来た、と後に本人が語っている。その時に甲本が作ったのは『わからない』という歌だったが、デモテープの段階で却下されている。

### 各話リスト
| 回 | 放送日        | サブタイトル                                      | 脚本 (構成)           | 絵コンテ     | 演出       | 作画監督   |
| -- | ------------- | ------------------------------------------------- | --------------------- | ------------ | ---------- | ---------- |
| 1  | 1984年 4月5日 | 突然!! 笑撃ワープボーイ                           | 平野靖士              | 山田雄三     | 山田雄三   | 金沢比呂司 |
| 1  | 1984年 4月5日 | 影番長タモリ!?                                    | 平野靖士              | 竹内大三     | 山田雄三   | 金沢比呂司 |
| 2  | 4月19日       | クェ～ッ!! 黒コゲの大決闘                         | まるおけいこ          | 福原悠一     | 三沢伸     | 金沢比呂司 |
| 2  | 4月19日       | チュー太郎の珍チン大発明                          | 浦沢義雄              | 野田作樹     | 中村憲由   | 四谷三     |
| 3  | 5月3日        | 恐怖のミステリーゾーン                            | まるおけいこ          | 福原悠一     | 三沢伸     | 本多敏行   |
| 3  | 5月3日        | パニック!! らんぽう菌大発生                       | 平野靖士              | 竹内大三     | 中村憲由   | 金沢比呂司 |
| 4  | 5月17日       | ギェーッ! 超人ドクトルマン                        | 寺田憲史              | 福原悠一     | 三沢伸     | 小川かおる |
| 4  | 5月17日       | 百発百中パンチラ大予言                            | 戸田博史              | 竹内大三     | 中村憲由   | 摩砂雪     |
| 5  | 5月24日       | 美少女ぶりっこニャーゴ                            | 寺田憲史              | 竹内大三     | 三沢伸     | 金沢比呂司 |
| 5  | 5月24日       | 必殺! 仁儀なき猫ゴルゴ登場                        | まるおけいこ          | 小華和ためお | 中村憲由   | 本多敏行   |
| 6  | 5月31日       | 思わずチビるナワトビ怪人                          | 平野靖士              | 竹内大三     | 三沢伸     | 金沢比呂司 |
| 6  | 5月31日       | むつみSOS! 救出大作戦                             | 寺田憲史              | 福本潔       | 中村憲由   | 摩砂雪     |
| 7  | 6月14日       | 燃えよ! ヘコヘコテニス                            | 寺田憲史              | 生頼昭憲     | 三沢伸     | 本多敏行   |
| 7  | 6月14日       | ルンルンデートは大混乱!!                          | 戸田博史              | 福原悠一     | 中村憲由   | 金沢比呂司 |
| 8  | 6月21日       | 美人大すきドラキュラ親子                          | 八木良一              | 八角哲夫     | 三沢伸     | 金沢比呂司 |
| 8  | 6月21日       | ドヘー!! がり勉ワープじゃ                         | 寺田憲史              | 竹内大三     | 中村憲由   | 金沢比呂司 |
| 9  | 6月28日       | チャイルドロボ発進せよ                            | 寺田憲史              | 竹内大三     | 三沢伸     | 金沢比呂司 |
| 9  | 6月28日       | 激突!! 東大一直線VS.IQゼロ                        | 園田英樹              | 小華和ためお | 山寺昭夫   | 金沢比呂司 |
| 10 | 7月12日       | さがせ! ボクのタマタマ                            | 八木良一              | 藤原鉄太郎   | 三沢伸     | 摩砂雪     |
| 10 | 7月12日       | あばれていいとも! 虫歯菌                          | 平野靖士              | 生頼昭憲     | 中村憲由   | 谷口守泰   |
| 11 | 7月19日       | みゆきのプロポーズ大作戦                          | 寺田憲史              | 竹内大三     | 山田雄三   | 金沢比呂司 |
| 11 | 7月19日       | 妖怪ベトベトヌラヌラ!?                            | 寺田憲史              | 小華和ためお | 三沢伸     | 金沢比呂司 |
| 12 | 7月26日       | 水着を返せ! プール大騒動                          | 園田英樹              | 藤原鉄太郎   | 中村憲由   | 奈須川充   |
| 12 | 7月26日       | 超能力少女とめくれっぴ                            | 八木良一              | 八角哲夫     | 三沢伸     | 金沢比呂司 |
| 13 | 8月2日        | 大乱戦!! キャベツ畑の機農戦士                     | 平野靖士              | 小華和ためお | 三沢伸     | 毛利和昭   |
| 13 | 8月2日        | 野生にかえれ! ヒマ犬                              | まるおけいこ          | 白土武       | 山寺昭夫   | 金沢比呂司 |
| 14 | 8月9日        | 天国デスマッチ! 仏と鬼                            | 園田英樹              | 藤原鉄太郎   | 佐々木皓一 | 摩砂雪     |
| 14 | 8月9日        | 両手にボインほっぺにパンチ                        | まるおけいこ          | 小華和ためお | 中村憲由   | 金沢比呂司 |
| 15 | 8月16日       | タンタンたぬきの宝物                              | 寺田憲史              | 竹内大三     | 中村憲由   | 金沢比呂司 |
| 15 | 8月16日       | ドリームマシン!! ㊙大奥絵物語                     | 八木良一              | 小華和ためお | 三沢伸     | 奈須川充   |
| 16 | 8月30日       | 身がわりロボは大天才!?                            | 寺田憲史              | 藤原鉄太郎   | 三沢伸     | 一川孝久   |
| 16 | 8月30日       | 地球を救え! 炎のバレー戦争                        | 寺田憲史              | 竹内大三     | 山寺昭夫   | 金沢比呂司 |
| 17 | 9月6日        | 急がば回れ! 地底トンネル                          | 園田英樹              | 小華和ためお | 中村憲由   | 毛利和昭   |
| 17 | 9月6日        | 疑惑のフォーカス殺人事件                          | 寺田憲史              | 小華和ためお | 三沢伸     | 一川孝久   |
| 18 | 9月13日       | 宇宙海賊らんぽう大暴れ                            | 園田英樹              | 藤原鉄太郎   | 山田雄三   | 摩砂雪     |
| 18 | 9月13日       | むつみのシンデレラドリーム                        | まるおけいこ          | 小華和ためお | 高林久弥   | 奈須川充   |
| 19 | 9月20日       | 男カラ太郎の愛情物語                              | 八木良一              | 竹内大三     | 三沢伸     | 一川孝久   |
| 19 | 9月20日       | 史上最大のスパイ大作戦!!                          | 八木良一              | 竹内大三     | 中村憲由   | 毛利和昭   |
| 20 | 9月27日       | サンセットキッスの伝説                            | 園田英樹              | 竹内大三     | 三沢伸     | 奈須川充   |
| 20 | 9月27日       | 突然さよならワープボーイ                          | 寺田憲史              | 竹内大三     | 山田雄三   | 一川孝久   |
| 21 | [ 13 ]        | らんぽうグラフィティ チュー太郎の泉ヶ丘㊙レポート | (山田雄三) (榎本歩光) | 中村憲由     | 中村憲由   | 一川孝久   |

### 放送局
放送系列は放送当時、放送日時は個別に出典が掲示してあるものを除き、1984年9月終了時点のものとする。なお、テレビ新広島も同時ネット局として記述されている資料もある が、同局での放送は急遽取り止めとなり、代わりに『チックンタックン』を遅れネットにて放送することとなった。
| 放送地域       | 放送局           | 放送日時                                           | 放送系列                      | 備考 |
| -------------- | ---------------- | -------------------------------------------------- | ----------------------------- | --- |
| 関東広域圏     | フジテレビ       | 木曜 19:00 - 19:30                                 | フジテレビ系列                | 制作局 |
| 北海道         | 北海道文化放送   | 木曜 19:00 - 19:30                                 | フジテレビ系列                | |
| 宮城県         | 仙台放送         | 木曜 19:00 - 19:30                                 | フジテレビ系列                | |
| 福島県         | 福島テレビ       | 木曜 19:00 - 19:30                                 | フジテレビ系列                | |
| 長野県         | 長野放送         | 木曜 19:00 - 19:30                                 | フジテレビ系列                | |
| 福井県         | 福井テレビ       | 木曜 19:00 - 19:30                                 | フジテレビ系列                | |
| 近畿広域圏     | 関西テレビ       | 木曜 19:00 - 19:30                                 | フジテレビ系列                | |
| 岡山県・香川県 | 岡山放送         | 木曜 19:00 - 19:30                                 | フジテレビ系列                | |
| 福岡県         | テレビ西日本     | 木曜 19:00 - 19:30                                 | フジテレビ系列                | |
| 佐賀県         | サガテレビ       | 木曜 19:00 - 19:30                                 | フジテレビ系列                | |
| 熊本県         | テレビ熊本       | 木曜 19:00 - 19:30                                 | フジテレビ系列 テレビ朝日系列 | |
| 青森県         | 青森テレビ       | 日曜 6:00 - 6:30                                   | TBS系列                       | 本放送終了後、1988年頃に放送。                                                                                   |
| 岩手県         | テレビ岩手       | 月曜 - 木曜 17:00 - 17:30                          | 日本テレビ系列                | 1985年に放送。                                                                                                   |
| 山形県         | 山形テレビ       | 金曜 16:30 - 17:00                                 | フジテレビ系列                | |
| 新潟県         | 新潟総合テレビ   | 木曜 17:30 - 18:00                                 | フジテレビ系列                | 現・NST新潟総合テレビ。                                                                                          |
| 富山県         | 富山テレビ       | 木曜 17:20 - 17:50（開始時点） →水曜 17:20 - 17:50 | フジテレビ系列                | 1984年5月17日から放送                                                                                            |
| 石川県         | 石川テレビ       | 水曜 16:00 - 16:30                                 | フジテレビ系列                | |
| 中京広域圏     | 東海テレビ       | 日曜 9:00 - 9:30                                   | フジテレビ系列                | 本放送終了後、1986年頃に放送。                                                                                   |
| 沖縄県         | 沖縄テレビ       | 土曜 18:30 - 19:00                                 | フジテレビ系列                | |
| 広島県         | 広島ホームテレビ | 平日夕方                                           | テレビ朝日系列                | 本放送終了後、1998年に放送。 次回予告とエンディング映像はカットされていた。 前述の通りテレビ新広島では未ネット。 |

### その他
- 1980年頃、増田屋コーポレーションの光線銃玩具「光線ピッピー」シリーズのテレビCMキャラクターにらんぽうが起用されたことがある。

内容は
1. 画面中央にらんぽうとチュー太郎が立ち、らんぽうの台詞「おいららんぽう。得意は光線ピストルだぞ」
2. 実写にて「光線ピッピー」シリーズの作動中の動画と商品紹介のナレーション。
3. 画面が再びらんぽうとチュー太郎に戻り、らんぽうの台詞「そうなんだー!」　直後らんぽうとチュー太郎がにらみ合う。

というもの。
なお、このCM中のらんぽうは原作どおりの赤い装束を着ており、声は山本圭子が演じていた。
- 2021年12月24日にベストフィールドからDVDが発売された。